# Scilla libanotica
Scilla libanotica là một loài thực vật có hoa trong họ Măng tây. Loài này được Speta miêu tả khoa học đầu tiên năm 1976.